# Park Narodowy Wapusk

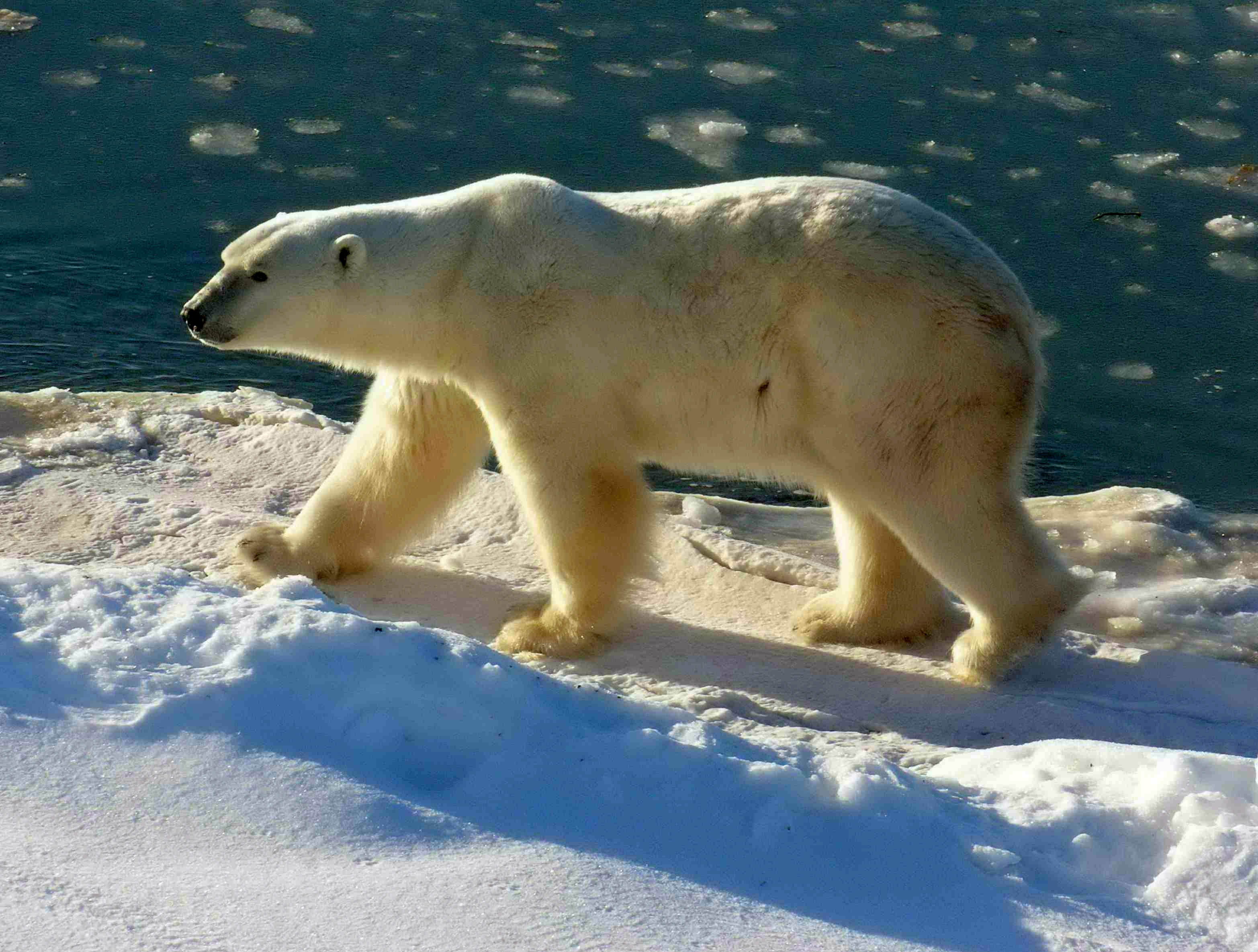
Niedźwiedź polarny w Parku Narodowym Wapusk

Park Narodowy Wapusk (ang. Wapusk National Park, fr. Parc national Wapusk) – park narodowy położony w północno-wschodniej części prowincji Manitoba w Kanadzie, nad Zatoką Hudsona. Park zajmuje powierzchnię 11,475 km². Park Narodowy Wapusk został utworzony w roku 1996. Jego nazwa pochodzi od słowa Wapusk, które w języku Indian Kri oznacza białego niedźwiedzia.